# Clase Descubierta (1978)
Las corbetas de la Clase Descubierta son buques de diseño español, que se realizaron aprovechando la experiencia tecnológica de Bazán (actualmente Navantia) en la construcción de las corbetas de clase João Coutinho para la Armada Portuguesa, diseñadas por el ingeniero portugués Rogério de Oliveira con colaboración técnica alemana.
Además, con estas corbetas se refuerza la expansión internacional de Bazán, ya que fue el primer buque moderno de combate diseñado en España que se exportó.
En la Armada Española, se las conoce cariñosamente como las “Hormigas Atómicas” dado el poderoso armamento que portaban para lo limitado de su desplazamiento.

## Historia
El origen del proyecto F-30 está en la 2ª fase del Plan Naval de finales de los años 60, que preveía la construcción de una serie larga (12 unidades) de escoltas costeros. Tras diversas vicisitudes, la serie a construir se redujo a ocho unidades, más otra que encargó Marruecos. Sin embargo, las dos últimas unidades de la serie no llegaron a entrar en servicio con la Armada, ya que se cedieron para ser vendidas a Egipto a cambio del compromiso del gobierno de sustituirlas por dos fragatas más de la clase F-80, que al final acabarían siendo sólo una. Las cuatro primeras unidades de la serie fueron construidas en los astilleros de Bazán en Cartagena, mientras que las restantes lo fueron en los de El Ferrol.
Las F-30 eran, sin duda, unos buques magníficos, capaces de realizar únicamente las funciones para las que fueron diseñadas: la escolta de convoyes en zonas costeras o restringidas.
A pesar de esta limitación impuesta por su pequeño tamaño, la falta de helicóptero, de sistemas de enlace de datos y de sonar de profundidad variable, la escasez de escoltas en la Armada obligó frecuentemente a asignarlas a misiones de mayor envergadura. Así, durante la Guerra del Golfo, todas las unidades de la serie pasaron por el Mar Rojo, participando en la vigilancia del embargo decretado por Naciones Unidas contra Irak. No obstante las limitaciones ya expuestas, que reducen de forma importante su efectividad en el caso de ser asignadas al Grupo de Combate o a flotillas de la OTAN, en varias ocasiones han llegado a participar en la STANAVFORMED. Igualmente han tomado parte en innumerables maniobras nacionales y de la OTAN, demostrando que pese a una limitada capacidad oceánica, son unos magníficos buques costeros.

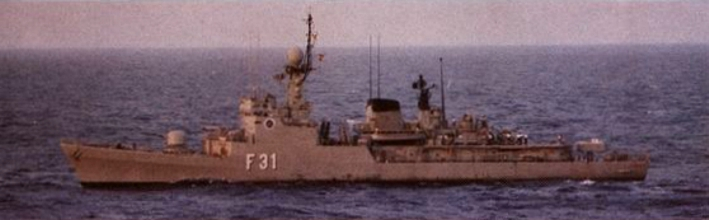
La Descubierta (F-31) en 1991.

Las Descubierta contaban con una importante capacidad de lucha antisuperficie, similar o superior a la de casi todas las fragatas en servicio en el mundo en su época.
La capacidad antiaérea estaba también al nivel de la mayoría de los buques de mayor porte, aunque en la Armada Española las fragatas de las clases Baleares y Santa María cuentan con mayor capacidad antiaérea gracias al sistema Standard de medio alcance.
Sin embargo, donde más se nota su vocación costera es en su extraordinaria capacidad antisubmarina, si bien la falta de un helicóptero y de un sonar de profundidad variable las sitúa en una posición inferior a la mayoría de las fragatas al uso.
Se puede decir, en conclusión, que las Descubierta cumplían con brillantez su papel en aguas restringidas, como el estrecho de Gibraltar, el Mediterráneo occidental o, incluso, el Mar Rojo o el Adriático.
Asimismo, podían actuar perfectamente en zonas costeras del archipiélago canario, pero, ni por su tamaño, ni por sus medios electrónicos, podían equipararse a sus coetáneas las Clases Baleares y Santa María, y menos aún a las actuales F-100.
Su clasificación, según la OTAN, es la de Fragata Ligera.

## Situación actual

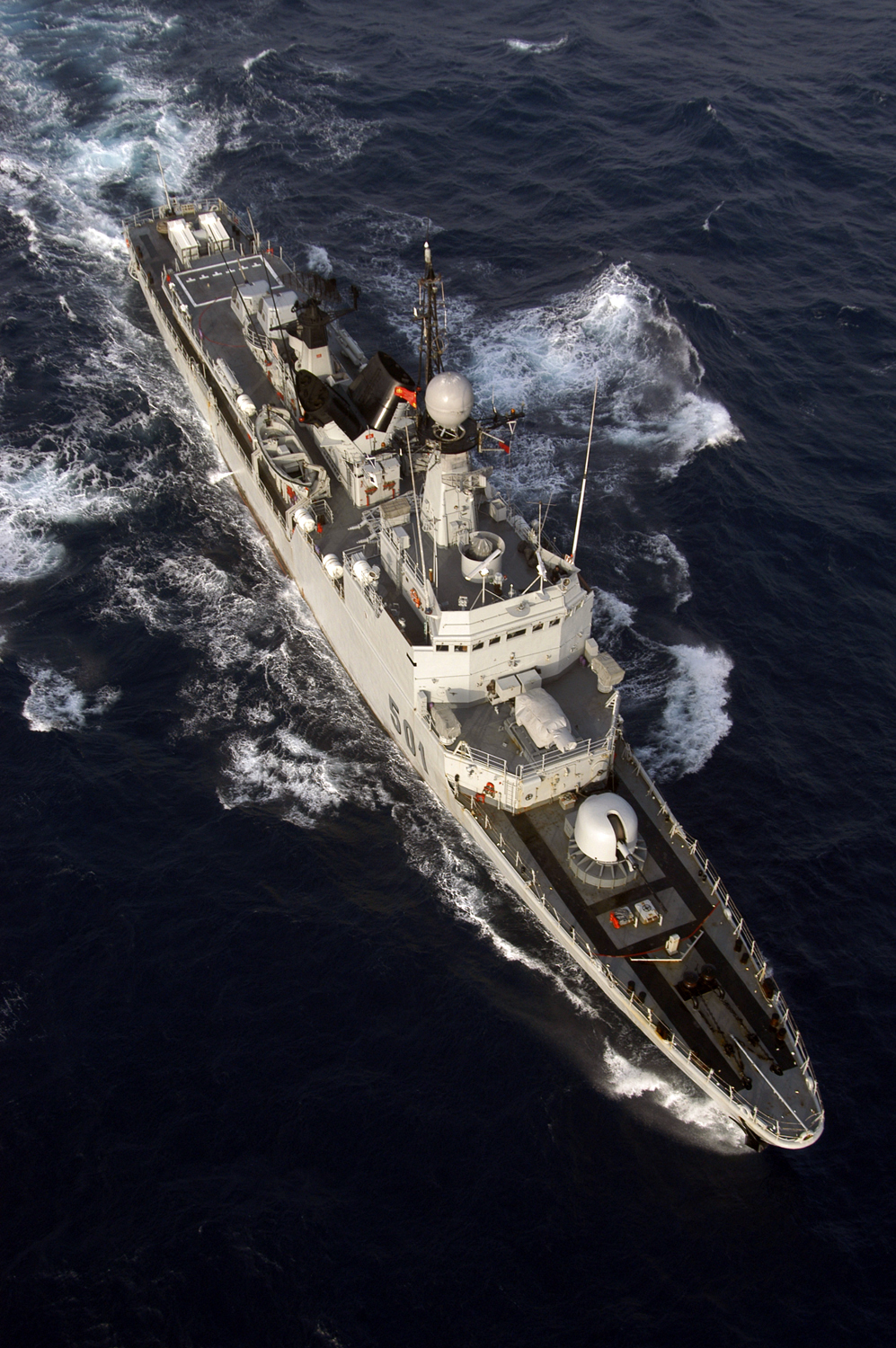
Imagen aérea del Lieutenant Colonel Errhamani (F-501) en 2004.

La situación actual de los buques egipcios es una incógnita, aunque el 24 de junio de 2020, la fragata Santa María realizó un ejercicio conjunto junto a la El Suez (F-946) mientras cruzaba el mar Rojo con destino a Yibuti desde su base en Rota para integrase en la operación Atalanta.
En el caso del buque marroquí, entró en octubre de 2017 en las gradas de la factoría de Navantia de Cartagena para realizarle trabajos mayores de revisión y mantenimiento. Fue el buque insignia de la armada marroquí hasta la entrada en servicio de las fragatas de origen francés de la clase Floréal.
En el caso español, todos los buques han dejado de ser corbetas y se las ha adaptado para diversos cometidos:
La F-32 Diana (BMA Diana) fue reconvertida a buque de mando de la flotilla de MCM (Medidas Contra Minas), pasando su numeral a M-11, hasta que en junio de 2015 fue dada de baja y se encuentra a la espera de desguace.
Las F-31, F-33, F-34, F-35 y F-36 fueron convertidas en patrulleros de altura, pasando sus numerales a P-75, P-76, P-77, P-78 y P-79, respectivamente, y perdiendo parte de su armamento y sensores. La Descubierta (P-75, ex F-31) la Vencedora (P-79, ex F-36) y la Cazadora  (P-78, ex F-35) fueron dadas de baja en 2009, 2017 y 2018 respectivamente y las dos primeras de ellas pasaron poco después a desguace.

## Características del Patrullero de altura P-75
Desplazamiento:
1233 t estándar, 1666 t a plena carga
Dimensiones:
88,8 × 10,4 × 4,5 m
Tripulación:
64
Radar:
- Superficie: Thales ZW 06
- Navegación: 1 Kelvin Hughes Type 1007, banda I
- 1 Koden MD 3721
- DOA DM 76

Sonar:
DE-1160B casco
Armamento:
- 1 cañón Oto Melara 76mm/62 compact
- 4 misiles Harpoon
- 1 cañón Oerlikon 20 mm/120
- 2 ametralladoras Browning M2 12,7 mm
- 2 ametralladoras 7,62 mm

Comunicaciones:
3 TX HF, 8 RX HF, 2 TR HF, 6 TR UHF (2 HQ), 2 TR VHF, INMARSAT B 
Comunicaciones interiores UWT.
Transporta 3 RHIB´s:
1 x Valiant 750, 2 x Zodiac Mk5

## Características de los Patrulleros de altura P-76 a P-79
Desplazamiento:
1233 t estándar, 1666 t a plena carga
Dimensiones:
88,8 × 10,4 × 4,5 m
Tripulación:
89
Radar:

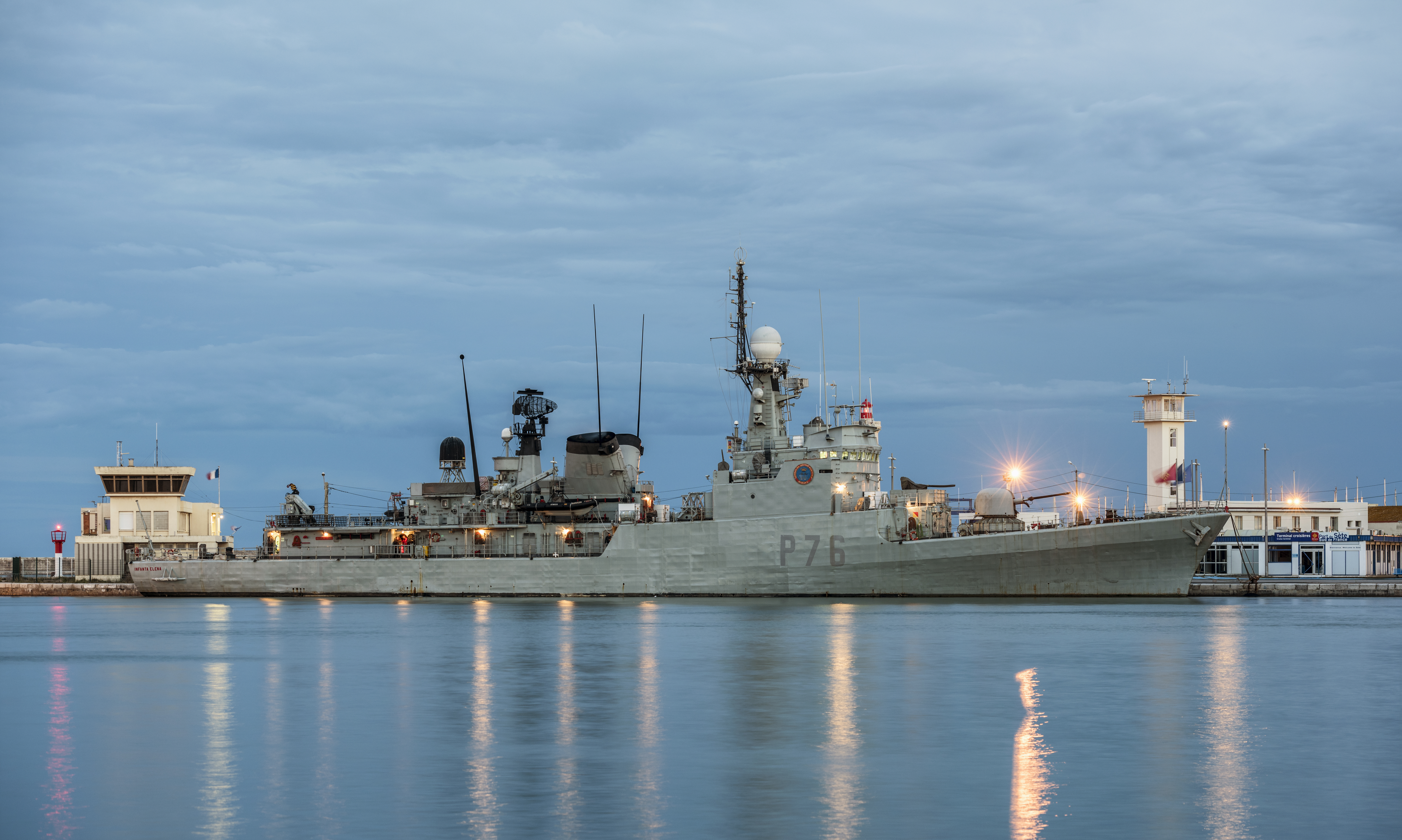
La Infanta Elena en 2019.

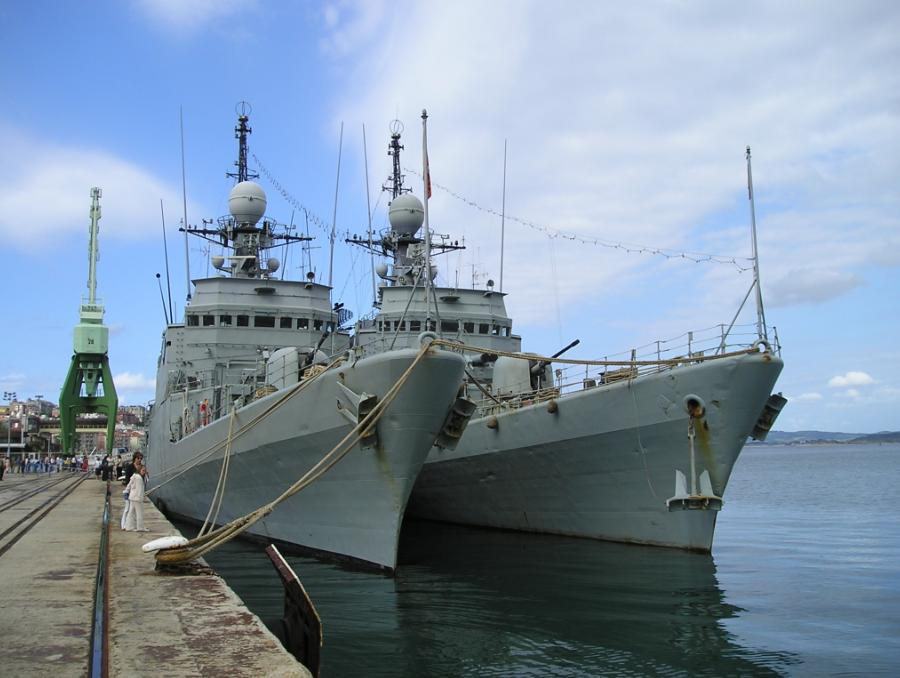
La corbeta Infanta Elena (F-33) amarrada en el puerto de Santander junto a su gemela Infanta Cristina (F-34). Estas dos corbetas fueron convertidas a Patrulleros de Altura, ahora con los números P-76 y P-77 respectivamente, el año 2004.

- Aire/Superficie: Thales DA 05/2, bandas E/F
- Superficie: Thales ZW 06;
- Navegación: 1 x Kelvin Hughes Type 1007, banda I
- 1 Koden MD 3721;
- Dirección de tiro: 1 Thales WM 25.

Sonar: DE-1160B casco
Armamento:
- 4 misiles SSM RGM-84 Harpoon
- 1 cañón  Oto Melara 76 mm/62 compact
- 1 cañón Oerlikon 20 mm/120
- 2 ametralladoras Browning M2 12,7 mm
- 2 ametralladoras 7,62 mm

Contramedidas: Señuelos:
2 FMC SRBOC Mk 36, ESM: Ceselsa Deneb, ECM: Ceselsa Canopus
Sistemas de mando y control:
Sistema de combate Tritan IV: 2 MFC, 1 CRETA, LINK –11,2 ANDU
Comunicaciones:
3 TX HF, 8 RX HF, 2 TR HF, 6 TR UHF (2 HQ), 2 TR VHF, INMARSAT B 
Comunicaciones interiores UWT.
Transporta 3 RHIB´s:
1 Valiant 750, 2 Zodiac Mk5

## Características del Buque de mando y apoyo a la flota MCM (medidas contra minas) M-11
Desplazamiento:
1233 t estándar, 1666 t a plena carga
Dimensiones:
88,8 × 10,4 × 3,8 metros
Tripulación:

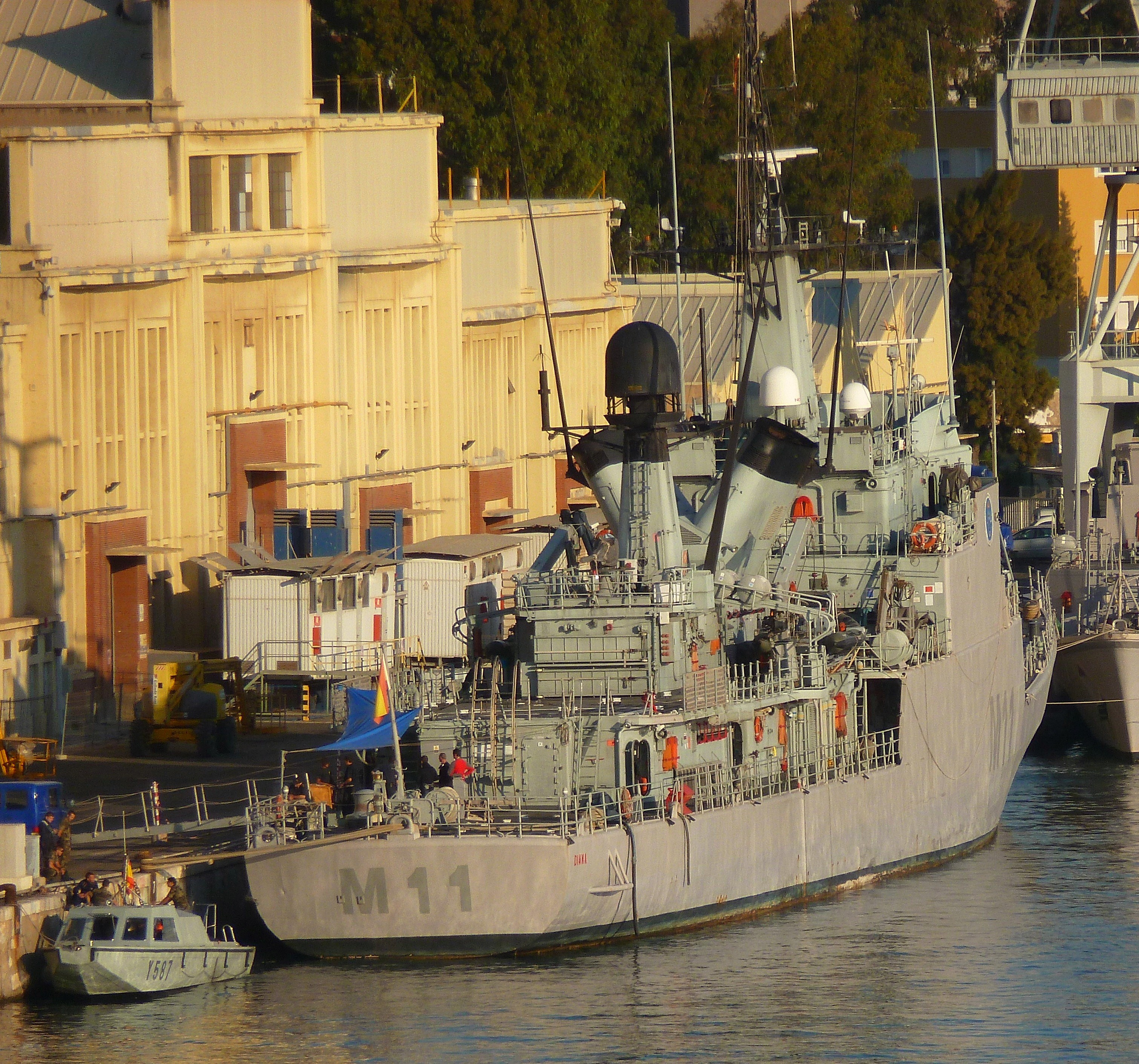
El Diana (M-11) atracado en el año 2011.

118, y 30 plazas más para cuerpos especiales
Radar:
- Aire/Superficie: Signaal DA 05/2, bandas E/F
- Navegación: Signaal ZW 06.

Sonar:
Raytheon 1160B
Armamento:
1 cañón Oto Melara 76mm/62 compact
Contramedidas:
Señuelos: 2 Loral Hycor SRBOC Mk 36; ESM: Elsag Mk 1000; ECM: Ceselsa Canopus
Cámara hiperbárica para buceadores, así como algunos contenedores con diverso material para operaciones de buceo.

## Nombres y numerales
| País                 | Numeral   | Nombre                     | Astillero                                 | Botadura                 | Alta                    | Baja                 | Observaciones                                               | Indicativo de llamada | Imagen |
| -------------------- | --------- | -------------------------- | ----------------------------------------- | ------------------------ | ----------------------- | -------------------- | ----------------------------------------------------------- | --------------------- | ------ |
| Bandera de España    | F-31 P-75 | Descubierta                | Bazán Cartagena                           | 8 de julio de 1975       | 18 de noviembre de 1978 | 30 de junio de 2009  | Desguazada                                                  | [ 6 ]                 |        |
| Bandera de España    | F-32 M-11 | Diana                      | Bazán Cartagena                           | 26 de enero de 1976      | 30 de junio de 1979     | 28 de junio de 2015  | Desguazada en 2017                                          | [ 6 ]                 |        |
| Bandera de España    | F-33 P-76 | Infanta Elena              | Bazán Cartagena                           | 14 de septiembre de 1976 | 12 de abril de 1980     | 3 de octubre de 2022 | Reclasificada como patrullero de altura                     | [ 6 ]                 |        |
| Bandera de España    | F-34 P-77 | Infanta Cristina           | Bazán Cartagena                           | 8 de julio de 1976       | 24 de noviembre de 1980 | 21 de marzo de 2024  | Reclasificada como patrullero de altura                     | [ 6 ]                 |        |
| Bandera de España    | F-35 P-78 | Cazadora                   | Bazán Ferrol                              | 17 de octubre de 1978    | 20 de julio de 1981     | 26 de abril de 2018  | Desguazada en 2020                                          | [ 6 ]                 |        |
| Bandera de España    | F-36 P-79 | Vencedora                  | Bazán Ferrol                              | 27 de abril de 1979      | 27 de marzo de 1982     | Enero de 2017        | Ceremonia de despedida del buque el 25 de noviembre de 2016 | [ 6 ]                 |        |
| Bandera de España    | F-37      | Centinela                  | Bazán Ferrol                              | 8 de octubre de 1979     | No entró en servicio    | N/A                  | Vendida a Egipto                                            |                       | X      |
| Bandera de España    | F-38      | Serviola                   | Bazán Ferrol                              | 18 de agosto de 1980     | No entró en servicio    | N/A                  | Vendida a Egipto                                            |                       | X      |
| Bandera de Egipto    | F-941     | El Suez                    | Bazán Ferrol reformada en Bazán Cartagena | 8 de octubre de 1979     | 28 de febrero de 1984   | En servicio          | Ex-corbeta española Centinela (F-37)                        |                       |        |
| Bandera de Egipto    | F-946     | El Aboukir                 | Bazán Ferrol reformada en Bazán Cartagena | 18 de agosto de 1980     | 31 de julio de 1984     | En servicio          | Ex-corbeta española Serviola (F-38)                         |                       |        |
| Bandera de Marruecos | F-501     | Teniente Coronel Errahmani | Bazán Ferrol                              | 26 de febrero de 1982    | 28 de marzo de 1983     | En servicio          | - -                                                         |                       |        |